# Cazouls-lès-Béziers
Cazouls-lès-Béziers é uma comuna francesa na região administrativa de Occitânia, no departamento de Hérault. Estende-se por uma área de 38,46 km². Em 2010 a comuna tinha 5 117 habitantes (densidade: 133 hab./km²).